# Hildolf von Thüngen
Karl Hildolf Anton Maria Freiherr von Thüngen (* 11. Juni 1878 in Güns, Österreich-Ungarn; † 13. April 1947 in Hammelburg, Bayern) war ein deutscher Offizier, paramilitärischer Aktivist und SS-Oberführer.

## Leben

### Herkunft
Hildolf von Thüngen entstammte dem fränkischen Adelsgeschlecht Thüngen. Er war ein Sohn des späteren K.u.K. Oberst Ernst von Thüngen (1841–1911), Sohn von Wilhelm von Thüngen, und seiner Frau Antonie Gräfin Zichy de Zich und Vásonykeő (1845–1916).

## Leben und Tätigkeit

### Frühe Jahre
Thüngen wuchs an verschiedenen Orten Ungarns (Güns, Rechnitz Neusiedel am See), in Tschernowitz in der Bukowina und in Graz auf, in denen sein Vater als Offizier der k.u.k.-Armee stationiert war.
Nach dem Schulbesuch, den er größtenteils am kaiserlich-königlichen 2. Staatsgymnasium in Graz absolvierte, trat er 1897 als Fahnenjunker in die Bayerische Armee ein. Er wurde zunächst dem 1. Ulanen-Regiment in Bamberg zugeteilt. Hier wurde er zum Leutnant (10. März 1899) und Oberleutnant (4. August 1908) befördert. Bis 1911 war er u. a. mit dem Kronen-Orden 4. Klasse und dem Marianer des Deutschen Ritterorden ausgezeichnet worden.
1912 musste Thüngen aufgrund einer schweren Rückenverletzung (Bluterguss ins Rückenmark) seinen Abschied einreichen. 1913 siedelte er nach Zeitlofs über, wo er sich ein kleines Schoss erbauen ließ.

### Erster Weltkrieg
Zu Beginn des Ersten Weltkriegs im August 1914 kehrte Thüngen in den Militärdienst zurück: Er rückte zunächst beim 4. Bayerischen Landwehr-Regiment als Bataillons-Adjutant ein, meldete sich aber bald an die Front und kam zum Brigadeersatzbataillon 6, das damals in den Vogesen stand. Noch 1914 erhielt Thüngen den Rang eines königlich bayerischen Rittmeisters.
Im Oktober 1914 stürzte er bei einem Melderitt vom Pferd und erlitt dabei einen Wirbelbruch und einen Bruch des Kreuzes. Er verblieb dennoch an der Front und begab sich erst ein Jahr später, im Oktober 1915, in Lazarettbehandlung. 1916 wurde er als dienstunfähig entlassen.
1917 beteiligte Thüngen sich an der Gründung der Vaterlandspartei und des Deutschvölkischen Schutz- und Trutzbundes, in dem er seit der Gründung der Hauptvorstandschaft angehörte.
1918 meldete Thüngen sich erneut an die Front, wurde aber wiederholt als ungeeignet abgelehnt. Im Oktober 1918 konnte er durch Vermittlung des Chefs der Obersten Heeresleitung, Paul von Hindenburg, als IIc und Kommandant des Stabsquartiers der 30. Reservedivision in Mühlhausen im Elsass wieder an die Front gelangen. Am 19. Dezember 1918 wurde er in Würzburg demobilisiert.

### Nachkriegsjahre (1919 bis 1923)
Nach Kriegsende kehrte Thüngen auf seinen Besitz in Zeitlofs zurück, siedelte aber bereits im Jahr 1919 nach München über.
Nach der Bildung der sozialistischen Bayerischen Räterepublik in München im April 1919 meldete Thüngen sich bei seinem alten Regiment, dem 1. Ulanen-Regiment in Bamberg. Mit der Freikorps-Eskadron dieses Regiments beteiligte er sich während der ersten Maitage an der gewaltsamen Niederschlagung der Räterepublik. Er verblieb bis August 1919 mit der Eskadron in München und wurde später Mitglied eines Bayerischen Zeitfreiwilligenkorps.
Während des kurzlebigen Kapp-Putsches vom März 1920, einem Versuch rechtsgerichteter Freikorps, die Kontrolle über den Staat gewaltsam zu übernehmen, der seinen Mittelpunkt in Berlin hatte, wo das Regierungsviertel von bewaffneten Verbänden besetzt wurde, suchte Thüngen die Münchener Türkenkaserne auf und richtete eine „zündende Ansprache“ an die dort versammelten Freiwilligen, um die Begeisterung der Männer für von ihm und anderen Offizieren in München erhoffte Rechtsdiktatur zu schüren.
Im April 1920 nahm Thüngen als etatsmäßiger Stabsoffizier des 1. Bayerischen Zeitfreiwilligenbataillon in der Schützen-Brigade Epp an der Expedition dieser Formation ins Ruhrgebiet zur Niederschlagung des Ruhraufstandes teil. In der Folgezeit betätigte Thüngen sich bei der Münchener Einwohnerwehr und im Stab des Obersten von Lenz bei der sogenannten Division Lenz.
Um 1920 lernte Thüngen Ernst Röhm kennen, zu dem er eine enge freundschaftliche Bande knüpfte. In seinem Memoirenbuch Geschichte eines Hochverräters beschrieb Röhm Thüngen später als einen „ewig jungen Rittmeister,... treu, standhaft und unerschütterlich“.
1922 gehörte er dem geschäftsführenden Vorstand des Deutschvölkischen Schutz- und Trutzbundes in Bayern.

### Betätigung in völkischen Wehrverbänden (1923 bis 1928)
Als Freund von Ernst Röhm trat Thüngen im März 1923 in den Wehrverband Reichsflagge ein. Als einige Monate später der radikale Flügel der Reichsflagge sich unter Führung von Röhm als Reichskriegsflagge abspaltete, wechselte Thüngen in diese Organisation.
Im Oktober 1923 wurde Thüngen Führer der sogenannten „Stammabteilung“ der Reichskriegsflagge. In dieser Stellung nahm Thüngen am 8. und 9. November 1923 am Hitlerputsch in München teil. Während des Putsches besetzte Röhm mit der Reichskriegsflagge das Münchener Wehrkreiskommando (Gebäude des ehemaligen Kriegsministeriums): Thüngen und seiner Stammabteilung sollten die Fernsprecher des Gebäudes besetzen und sich zum Ehrendienst für die Putschbefehlshaber bereithalten. Am Vormittag des 9. November erhielt Thüngen von Röhm außerdem den Auftrag, in der Nähe des Wehrkreiskommandos eine Werbestelle für die Nationale Armee, deren Aufstellung die Putschisten planten, einzurichten. Er wählte daraufhin eine Wirtschaft in der Schönefelderstraße als geeigneten Standort aus und ließ dort die Stelle einrichten.
Nach der Niederschlagung des Putsches beteiligte Thüngen sich, zusammen mit anderen Teilnehmern der Besetzung des Wehrkreiskommandos (darunter dem jungen Heinrich Himmler) daran, die Leiche des getöteten Martin Faust vom Kommando in dessen Wohnung zu bringen.
Als Putschteilnehmer erhielt Thüngen später den Blutorden Nr. 110 der NSDAP.
Zur Jahreswende 1923/1924 führte Thüngen anstelle des verhafteten Ernst Röhm und dessen flüchtigen Vertreters Karl Osswald die Reichskriegsflagge illegal fort.
Als Röhm nach seiner Freilassung 1924 als neue paramilitärische Organisation den Frontbann gründete, trat Thüngen in diesen ein und übernahm erneut Führungsaufgaben. Von 1924 bis 1925 war er Stabschef eines der vier Gruppenkommandos der Organisation (Nord, Süd, Ost, Mitte), nämlich des in München lokalisierten, für das Gebiet des Freistaates Bayern zuständigen, Frontbann-Gruppe Süd. Gruppenkommandeur war der Oberstleutnant von Kapff (Rösch identifiziert Thüngen irrtümlich als Kommandeur anstatt als Stabschefs der Gruppe Süd.).
Von 1925 bis 1928 fungierte Thüngen als Führer des Münchener Sektion des Deutschvölkischen Offiziersbundes (DVOB). Außerdem war er Mitglied der Bundesführung dieser Organisation.
Im Sommer 1928 engagierte er sich in der von Röhm gegründeten, kurzlebigen, Organisation Wehrpolitische Vereinigung.

### Betätigung in der NSDAP und SS ab 1929
1929 trat Thüngen in die NSDAP (Mitgliedsnummer 173.397) und zwei Jahre später in die SS ein (SS-Nummer 1.928). Der SS-Chef Heinrich Himmler ernannte ihn schließlich zum Adjutanten.
In einem von Shlomo Aronson aufgefundenen Geschäftsverteilungsplan für den „SS-Oberstab“ vom Spätsommer 1931 finden sich für drei Sachgebiete zuständige Sachbearbeiter bzw. Leiter: Während Himmler sich die Leitung der Sachgebiet Ia (Geschäftsleitung) und Ic (SD) selbst vorbehielt, wurde Thüngen mit der Leitung des Sachgebiets Ib (Werbung) betraut.
Übereinstimmend hieß es bereits in einem internen Bericht der Politischen Abteilung der Polizeidirektion München vom 29. Dezember 1930:
„Bei der Reichsführung der SS der NSDAP besteht eine Abteilung I.a. und I.b. Während Abteilung Ia die Geschäftsleitung umfasst, obliegt der Abteilung Ib die Propaganda für die SS. Führer der Abt. Ib ist der Rittmeister a. D. und Gutsbesitzer Hildorf [sic!] Freiherr von Thuengen, geb. 11.6.78 in Güns, Ungarn, wohnhaft München, Sendlingerstr. 54/2. Zu gleicher Zeit wurde v. Thüngen zum Adjutanten des Reichsführers der SS Himmler ernannt. Der bisherige Adjutant der SS im Reiche, Prinz zu Waldeck Pyrmont [= Josias Erbprinz von Waldeck-Pyrmont ], wird anderweitig verwendet.“
Im November 1933 wurde Thüngen in den offiziellen Stab von Himmler als dem Reichsführer SS aufgenommen. In der SS erreichte er zuletzt (1937) den Rang eines Oberführers.

### Nachkriegszeit
Nach Kriegsende wurde Thüngen als hoher SS-Funktionär von den Alliierten unter automatischen Arrest gestellt. Er wurde im Lager Hammelburg gefangen gehalten, wo er am 13. April 1947 starb. Ein 1946 gegen ihn eingeleitetes Spruchkammerverfahren bei der Spruchkammer Karlstadt im Zuge der Entnazifizierung wurde nach seinem Tod eingestellt.

### Familie
Hildolf von Thüngen heiratete am 6. November 1907 in Laudenbach Louise Freiin von Eyß (1880–1939), Tochter vom Generalmajor Ernst von Eyß. Diese Ehe wurde am 13. November 1930 durch das Münchener Amtsgericht auf Antrag der Ehefrau mit Verschulden des Ehemanns geschieden.
Am 19. Dezember 1930 heiratete Thüngen in zweiter Ehe in München Marie Fleischmann (* 1893). In dritter Ehe heiratete er am 20. Mai 1931 Elisabeth von Stechow (* 1907).

## Beförderungen
- 9. November 1933: SS-Obersturmbannführer
- 20. April 1934: SS-Standartenführer
- 20. April 1937: SS-Oberführer

## Überlieferung
Die Offizierspersonalakte zu Thüngen aus seiner Zeit in der bayerischen Armee hat sich in der Abteilung Kriegsarchiv des Hauptstaatsarchivs München erhalten (OP 29103). Das Bundesarchiv Berlin besitzt die SS-Personalakte zu Thüngen (R 9361-III/559860), während das Staatsarchiv München eine Polizeiakte über Thüngen, die sich mit seinen Aktivitäten in den 1920er Jahren befasst, aufbewahrt (PDM 10162).
Die Akte zum Spruchkammerverfahren gegen Thüngen nach dem Zweiten Weltkrieg liegt im Staatsarchiv Würzburg (Spruchkammer Karlstadt 2714).